# Катехизис
Катехизисът (на латински: catechēsis; на старогръцки: κατηχισμός – „оглашавам“ или „съобщавам на широка аудитория“) е основополагащо богословско наставление, което събирателно описва всички догми и фундаментални въпроси на вярата.. По-тясното ѝ значение, което получило разпространение в християнската практика е „уча“ или „наставлявам“. Това е официален документ на дадено вероизповедание; списък с наставления; книга, съдържаща основните положения на вероучението, често изложени във вид на въпроси и отговори.
Въвеждащото последователно и цялостно лично обучение в основите на християнската вяра и живот се нарича катехизация.